# Ann Alexander
Ann Alexander, född 1770, död 1861, var en engelsk bankir. 
Hon grundade 1819 bankirfirman A.M.Alexander and A. and G.W.Alexander.   